# Taban Air
Taban Air (in persiano: هواپیمایی تابان) è una compagnia aerea con sede nel complesso Ekbatan a Teheran, Iran, con la sua principale base operativa a Mashhad. Gestisce rotte internazionali, nazionali e charter come vettore di linea.

## Destinazioni
Al 2022, Taban Air opera voli di linea internazionali e nazionali verso Iran, Iraq, Mongolia e Oman.

## Flotta

### Flotta attuale
A dicembre 2022 la flotta di Taban Air è così composta:

### Flotta storica
Nel corso degli anni Taban Air ha operato con i seguenti modelli di aeromobili:

## Incidenti
- Il 24 gennaio 2010, il volo Taban Air 6437, un Tupolev Tu-154M in volo da Esfahan a Mashhad con 170 passeggeri a bordo, era in attesa sopra l'aeroporto quando un passeggero si sentì male. L'equipaggio decise di dichiarare emergenza medica e di atterrare nonostante le pessime condizioni meteo, essendo la pista 31R dotata di ILS. Durante l'atterraggio, la coda strisciò sull'asfalto portando l'aereo fuori pista, il carrello anteriore cedette, l'ala destra colpì il terreno e prese fuoco. Tutti i passeggeri e l'equipaggio riuscirono a salvarsi; si registrarono comunque più di 40 feriti.[6]